# Великий Лес (Дрогичинский район)
Великий Лес (бел. Вялікі Лес) — деревня в Дрогичинском районе Брестской области Беларуси. Входит в состав Попинского сельсовета.

## География
Деревня находится в южной части Брестской области, на южном берегу Днепровско-Бугского канала, при автодороге Н-671, на расстоянии приблизительно 17 километров (по прямой) к юго-юго-западу от города Дрогичина, административного центра района. Абсолютная высота — 145 метров над уровнем моря. Площадь населённого пункта — 1,8166 км².

## История
По состоянию на 1905 год, существовали урочище и фольварок Великий Лес с совокупным населением 12 человек. В административном отношении урочище входило в состав Одрижинской волости Кобринского уезда Гродненской губернии, фольварок — в состав Дывинской волости.
Согласно Рижскому мирному договору (1921), деревня вошла в состав межвоенной Польши. Входила в состав гмины Осовце Дрогичинского повета Полесского воеводства. В 1921 году числилось 195 жителей, проживавших в 28 домах. В этническом составе населения того периода белорусы составляли 85,6 %, поляки — 14,4 %. В конфессиональном составе населения преобладали православные христиане (87,2 %) и католики (12,8 %).
С 1939 года в БССР, с 1940 года в составе Попинского сельсовета.

## Население
По данным переписи 2019 года, в деревне проживало 83 человека.
| Год  | Население, человек |
| ---- | ------------------ |
| 1905 | 12                 |
| 1921 | ↗ 195              |
| 1940 | ↗ 291              |
| 1959 | ↘ 223              |
| 1970 | ↗ 249              |
| 1995 | ↘ 189              |
| 2005 | ↘ 159              |
| 2009 | ↘ 117              |
| 2019 | ↘ 83               |